# Digambara

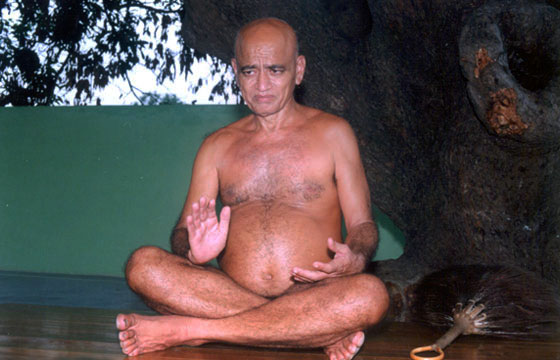
Der Digambara-Mönch Acharya Vidyasagar

Ein Digambara (Sanskrit, m., दिगम्बर, digambara, übersetzt: „im Luftkleid“, „im Himmelskleid“ oder „in die Weltweite gekleidet“) ist ein Angehöriger einer überwiegend aus Mönchen bestehenden religiösen Gruppe, die dem Jainismus angehört.

## Lebensführung

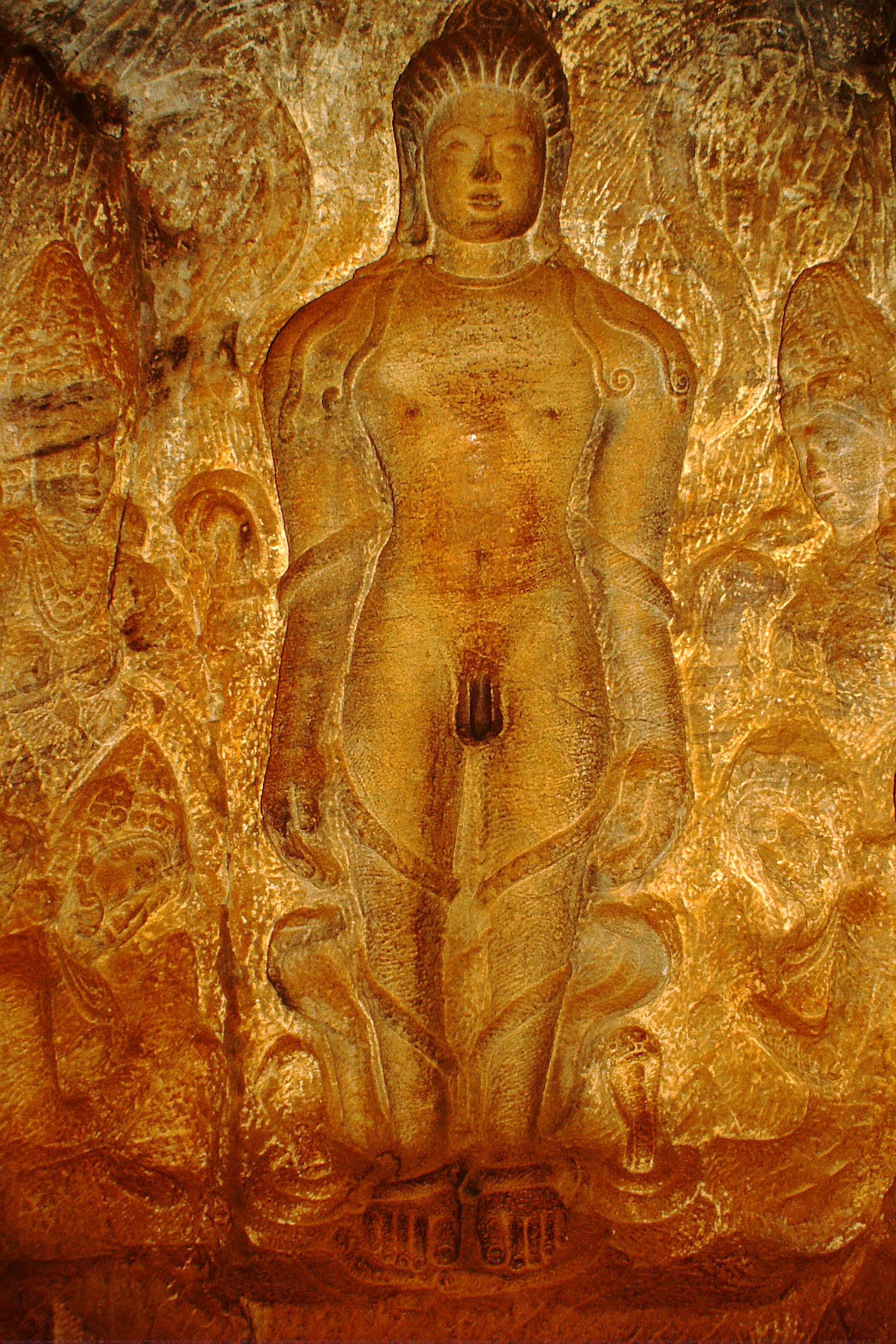
Badami – Höhle 4, unvollendetes Relief des Jaina-Tirthankaras Bahubali/Gomateshvara. Zu beiden Seiten der Hauptfigur sind ansatzweise Dienerinnen mit Fliegenwedeln zu erkennen, deren Symbolgehalt in diesem Fall über den reiner Hoheitssymbole hinausgeht.

Angehörige der Digambara-Sekte legen die Gebote des Jainismus strenger aus als die Shvetambaras, die ebenfalls gläubige Jainas sind. Digambaras sind jedoch strengere Asketen und Verfechter des uneingeschränkten Existenzrechtes eines jeden Lebewesens. Sie praktizieren die Gewaltlosigkeit (ahimsa) deshalb sehr konsequent und versuchen, auch ein versehentliches Töten oder Verletzen anderer Lebewesen, auch von Insekten, zu vermeiden. Dies geschieht durch Bewegungslosigkeit, Tragen eines Mundschutzes und/oder durch mitgeführte Wedel, mit denen – vor dem Betreten – der Boden gefegt wird.
Digambaras nehmen nicht am Berufs- oder Wirtschaftsleben teil und lehnen materiellen Besitz ab. Sie leben teilweise oder vollständig nackt; daher die Bezeichnung Digambara – „Luftgekleideter“.
Im Zentrum des Heiligtums von Shravanabelagola bei Mysuru ist der nach Digambara-Sitte völlig unbekleidete Jaina-Asket Bahubali/Gomateshvara dargestellt – das Idealbild vieler Jainas. Seine bewegungslose Meditation geht sogar so weit, dass sich an seinem Körper Ranken emporwinden.